# Маркелов Григорій Іванович
Григорій Іванович Маркелов (7 лютого 1880 — † 8 квітня 1952) — радянський невропатолог, доктор медичних наук (1935), професор (1940), академік АН УРСР (1939), заслужений діяч науки УРСР (1948).

## Біографія
Народився 7 лютого 1880 р. в м. Перм у сім'ї службовця. По закінченю гімназії був зачислений в Петербурзьку військово-медичну академію, де закінчив перші курси. По сімейним обставинам переїхав в Одесу і в 1906 р. закінчив з відзнакою медичний факультет Новоросійського університету, де і залишився працювати впродовж трьох років ординатором клініки нервових хвороб. З 1913 по 1914 р.  — асистент кафедри нервових хвороб Петербурзького психоневрологічного інституту, де працював під керівництвом академіка В. М. Бехтерєва.
З 1914 р. впродовж чотирьох років служив на посаді старшого лікаря в діючій армії, в 1917 р. завідував нервовим відділенням Київського військового госпіталю. З 1918 р.  — асистент кафедри нервових хвороб медичного факультету Одеського університету, з 1923 р.  — доцент, в 1926 р.  — завідувач секції невропатології науково-дослідної кафедри клінічної і експериминтальної медицини.
З 1927 р. і до кінця життя завідував кафедрою нервових хвороб Одеського медичного інституту. З грудня 1930 р. був науковим керівником (заступником директора по науці) Одеського науково-дослідного психоневрологічного інституту. Двадцять років був членом Правління Одеського товариства невропатологів і психіатрів.

## Наукова діяльність
Г. І. Маркелов автор 5 монографій, 120 наукових робіт, із котрих 3 монографії і 70 статей присвячені питанням вивчення вегетативної нервової системи. Маргелов Г. І. запропонував класифікацію захворювань вегетативної нервової системи й ряд методів дослідження хворих з її ураженням. Вивчав питання про церебральну судинну гіпер- та гіпотонію, про вплив факторів навколишнього середовища (зокрема, світла) на перебіг фізіологічних процесів, про зміни вегетативного відділу нервової системи при малярії тощо.

## Твори
- Вегетативна нервова система, в 1 — 4. 1934–1940 (за участю)
- Заболевания вегетативной системы (1948)